# Porta Verde (Danzica)
La Porta Verde (in polacco: Zielona Brama; in tedesco: Grünes Tor) è una porta monumentale di Danzica, in Polonia. È situata in pieno centro, tra il Mercato Lungo (Długi Targ) e la via che costeggia il fiume Motława.

## Storia
La porta della città fu costruita nello stile del sontuoso manierismo fiammingo tra il 1564 e il 1568 al posto della Koggentor del XIV secolo. Il progetto fu di Hans Kramer. La costruzione fu guidata dal famoso capomastro Regnier di Amsterdam. Nella parte anteriore di questo edificio sono stati installati quattro passaggi di dimensioni uguali. L'edificio è dotato di alcune stanze. L'edificio è stato chiamato "Porta Verde" perché la sua facciata fu dipinta di verde. Originariamente inteso come residenza cittadina per i re polacchi, fu solo Luisa Maria Gonzaga che abitò nella Porta Verde prima del suo matrimonio con il Re Ladislao IV Vasa. Dopo la distruzione nella seconda guerra mondiale, la porta fu ricostruita. Nel 2002 c'è stato un crollo parziale ma la costruzione è stata restaurata.

## Architettura

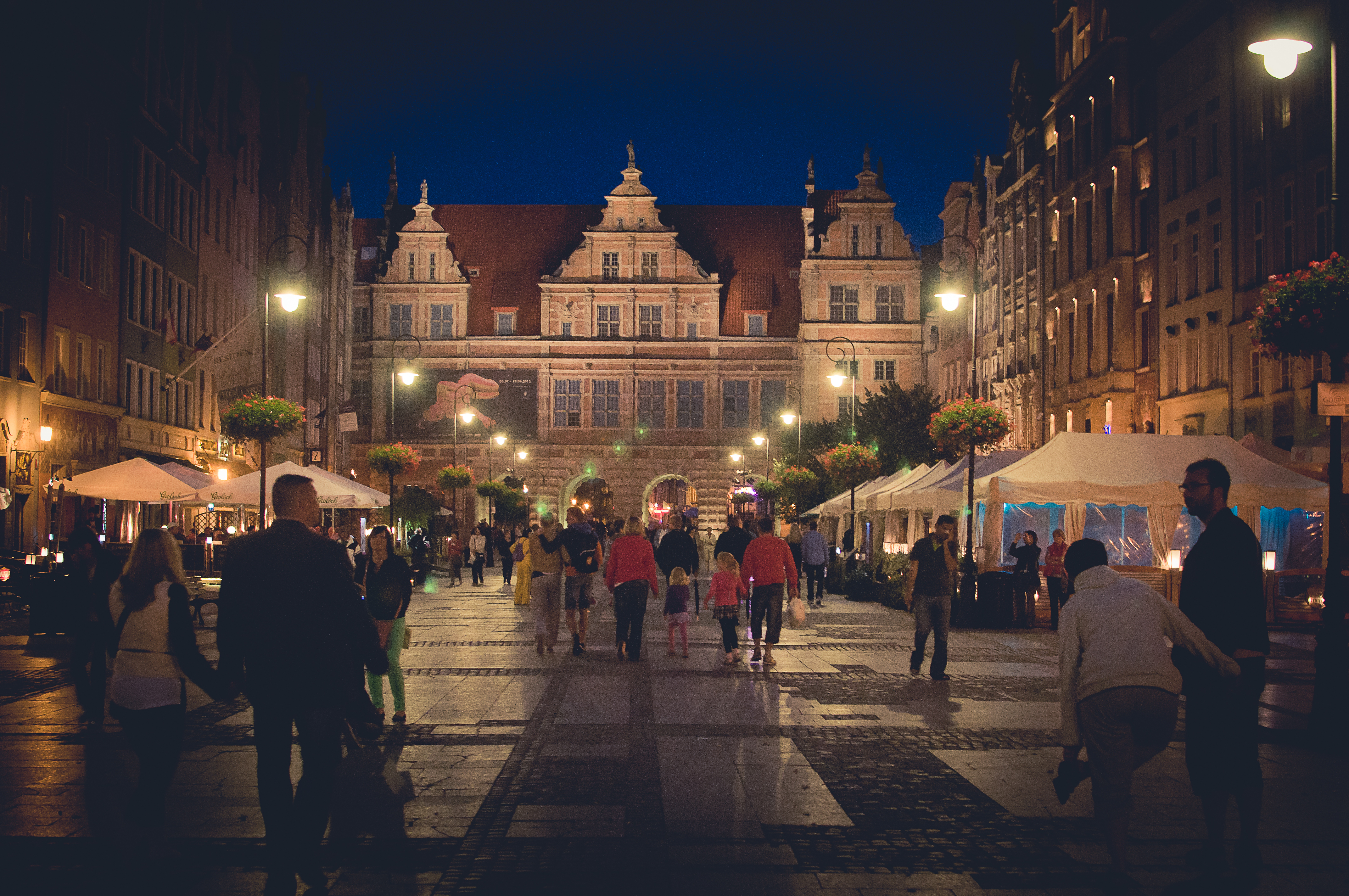
Vista della Porta Verde di notte, dal lato interno alla cinta muraria

Alla fine del XVIII secolo, la Società Naturalista aveva la sua sede nella porta ma poi si trasferì in un proprio edificio.
Dalla fine del XX secolo, c'è una sezione del Museo Nazionale nelle sue stanze. Mostre, incontri, conferenze ed eventi si svolgono qui. L'ex presidente polacco Lech Wałęsa ha usato un ufficio nella porta. Dal gennaio 2015, l'ufficio è stato spostato nel Centro Europeo Solidarność.